# فویرباخ ۷۰۹۹
سیارک ۷۰۹۹ (به انگلیسی: 7099 Feuerbach، نامگذاری:1996HX25) هفت هزار و نود و نهمین سیارک کشف شده‌است که در ۲۰ آوریل ۱۹۹۶ کشف شد.
قدر مطلق سیارک برابر ۱۲٫۷۰ است.